# Lac Shepherd
Pour les articles homonymes, voir Shepherd.
Le lac Shepherd (en anglais : Shepherd Lake) est un lac américain dans le comté de Tuolumne, en Californie. Il est situé à 3 140 mètres d'altitude au sein de la Yosemite Wilderness, dans le parc national de Yosemite.